# Ле-Гранд-Армуаз
Ле-Гранд-Армуа́з (фр. Les Grandes-Armoises) — коммуна во Франции, находится в регионе Шампань — Арденны. Департамент коммуны — Арденны. Входит в состав кантона Ле-Шен. Округ коммуны — Вузье.
Код INSEE коммуны — 08019.
Коммуна расположена приблизительно в 200 км к востоку от Парижа, в 75 км северо-восточнее Шалон-ан-Шампани, в 30 км к юго-востоку от Шарлевиль-Мезьера.

## Население
Население коммуны на 2008 год составляло 46 человек.
| 1962 | 1968 | 1975 | 1982 | 1990 | 1999 | 2008 |
| ---- | ---- | ---- | ---- | ---- | ---- | ---- |
| 61   | 66   | 63   | 44   | 54   | 41   | 46   |

## Экономика
В 2007 году среди 29 человек в трудоспособном возрасте (15—64 лет) 23 были экономически активными, 6 — неактивными (показатель активности — 79,3 %, в 1999 году было 80,8 %). Из 23 активных работали 21 человек (11 мужчин и 10 женщин), безработными были 2 женщины. Среди 6 неактивных 1 человек был учеником или студентом, 3 — пенсионерами, 2 были неактивными по другим причинам.

## Фотогалерея

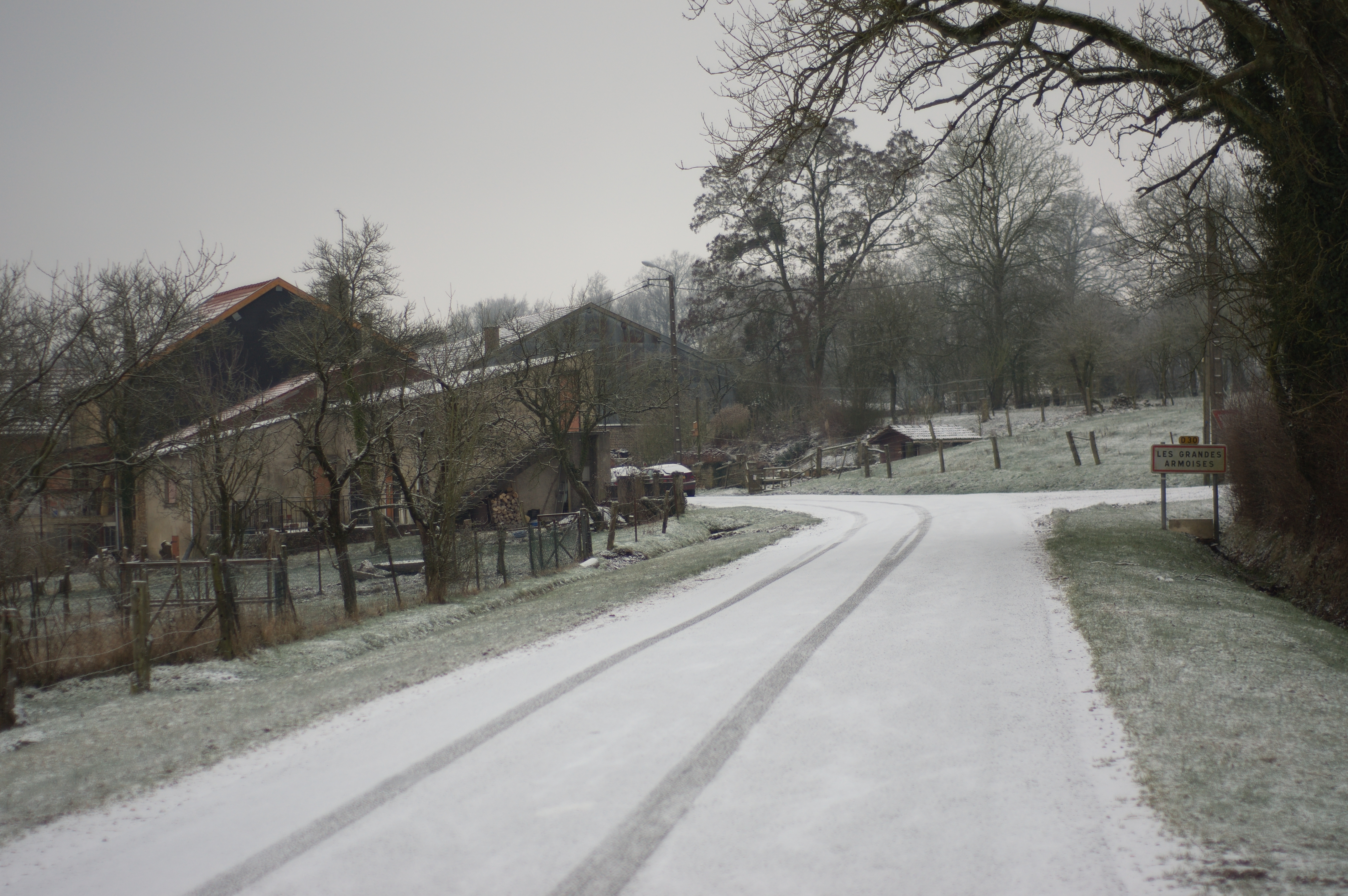
Въезд в Ле-Гранд-Армуаз
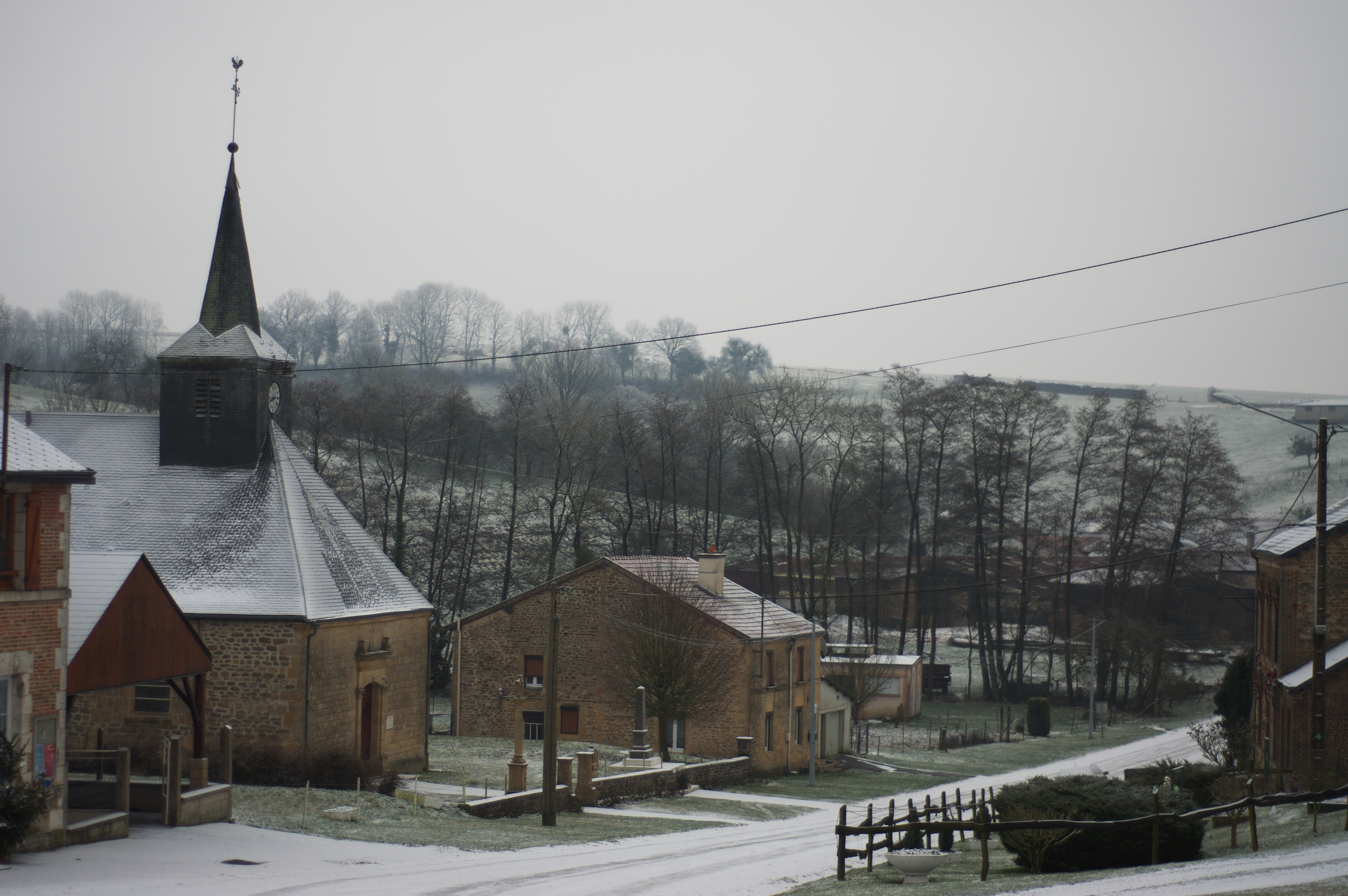
Церковь
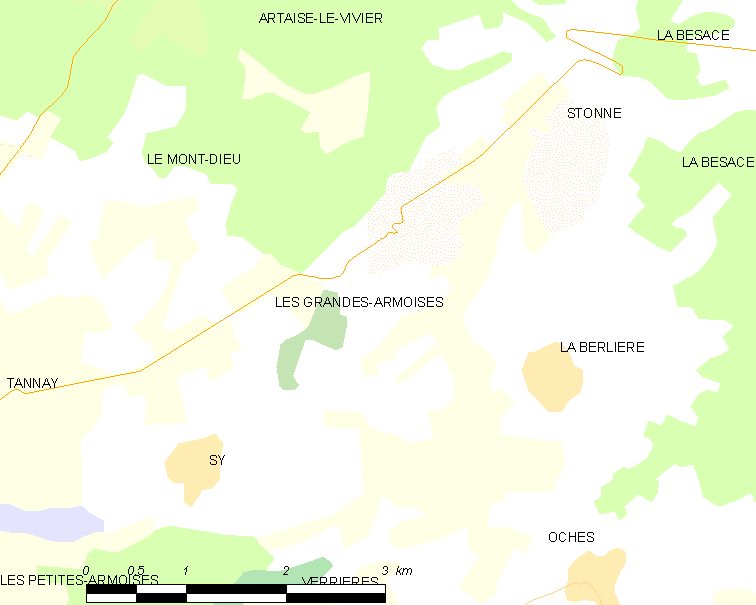
Карта коммуны